# Bombard (instrument)
Bombarden (franska: Bombarde, bretonska: Bombard eller talabard) är ett träblåsinstrument med baskaraktär av skalmejatyp, som förekommer som folkmusikinstrument i Bretagne. Namnet kommer från Pommern, som även kallats Bombard.
Bombarden är ofta konstruerad av träslag såsom rosenträ och cocosträ. Rosenträ ger en stark och öppen klang, medan cocosträ ger en mildare klang. Bombarden består vanligast av sex fingerhål och två klaffar. Bombarden var vanligast på 1500- och 1600-talen och användes bland annat inom renässansmusiken och stämdes i diskant-, alt-, tenor- och basläge.